# Verjaardag
De verjaardag is de dag waarop een geboorte, of iets anders, een aantal jaren geleden is. Dit heeft in de eerste plaats betrekking op mensen, maar soms ook de verjaardag van een huisdier, of iets anders.
In veel landen, waaronder Nederland en België, komt de verjaardag overeen met de geboortedatum. Wie ooit op 5 juni geboren is, viert zijn of haar verjaardag dit jaar dus op 5 juni 2025. In sommige landen of culturen viert men de verjaardag niet op de datum van de geboortedag, maar op de naamdag, de dag van de heilige waarnaar men vernoemd is.
Bij het vieren van de oprichtingsdag van een bedrijf of vereniging spreekt men veelal van een jubileum. Dit gebeurt met name bij 'ronde' aantallen (zoals 25, 50 of 100 jaar) of een lustrum (eens per vijf jaar).

## Verjaardagstradities

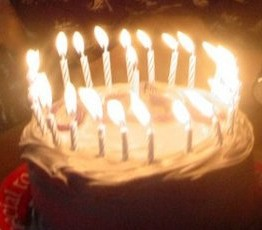
Een taart met kaarsjes

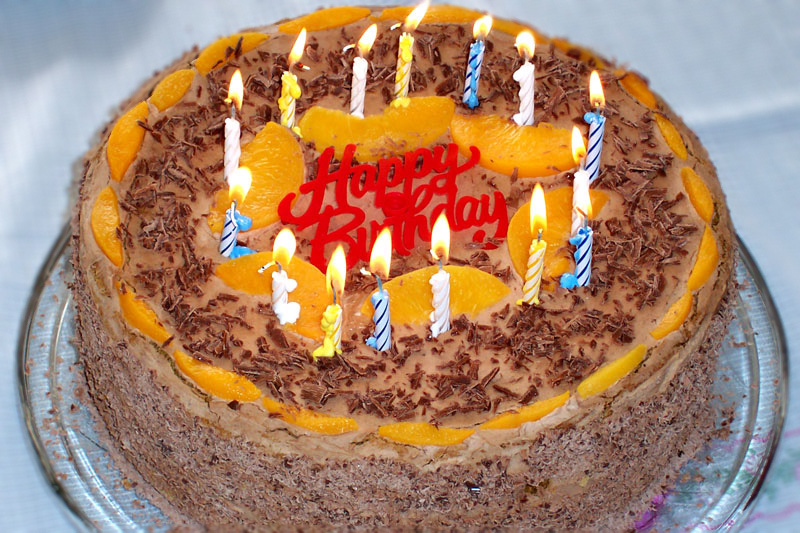
Een verjaardagstaart

### Westerse wereld
Thuis wordt er een verjaardagsfeest gegeven, waarbij de gasten een cadeautje meebrengen om de jarige te bedanken en te feliciteren met zijn verjaardag. In de westerse cultuur is het gebruikelijk dat de woonkamer wordt versierd met slingers en ballonnen. Een ander vast onderdeel van het feest is de verjaardagstaart. Hierop staan kaarsjes, een voor elk levensjaar van de jarige. De regel is dat de jarige, voordat de taart wordt aangesneden, alle kaarsjes in een keer uitblaast.
Wie niet op het feest kan komen, kan als alternatief de jarige een verjaardagskaart sturen.

### Kinderen

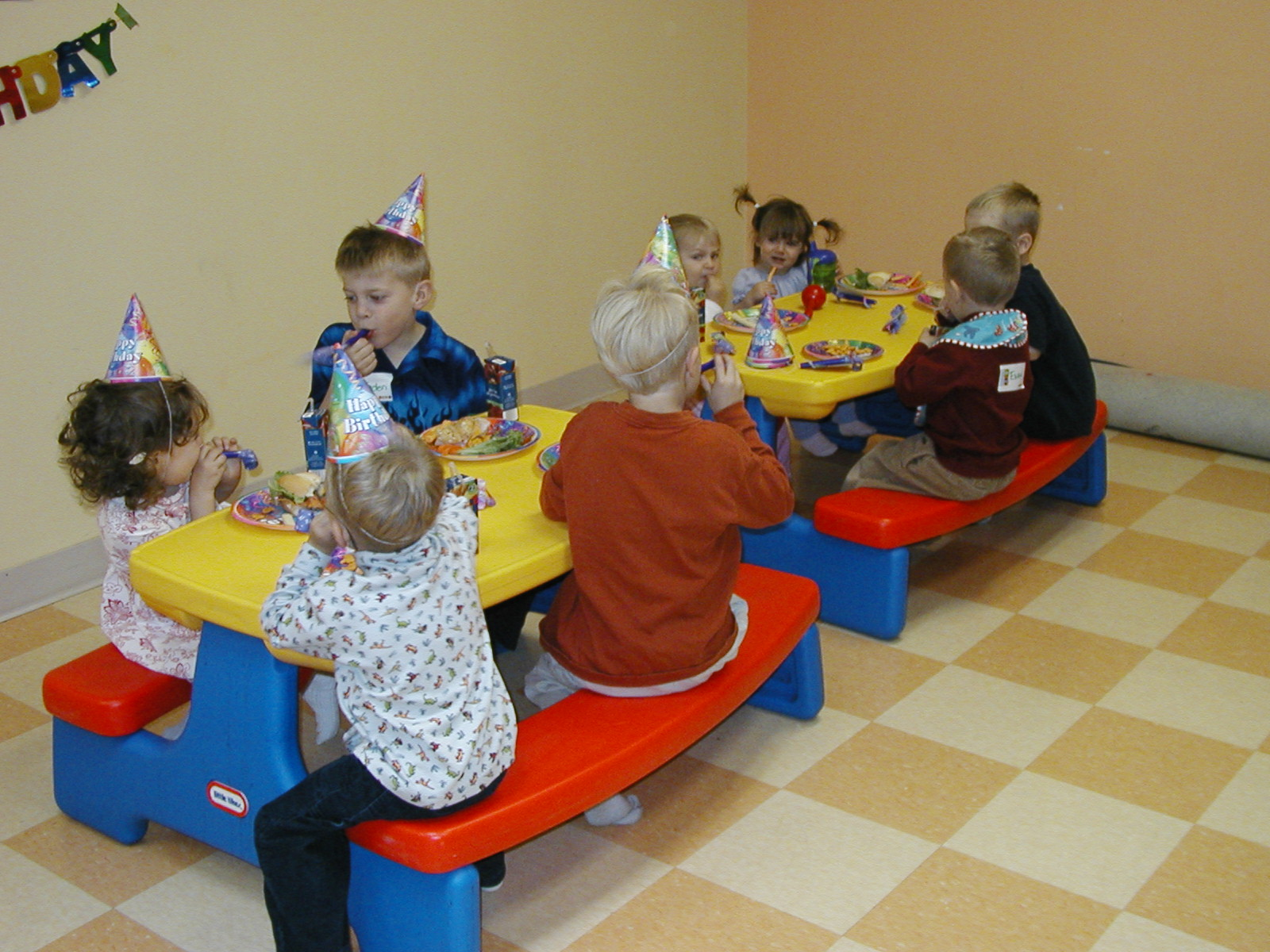
Kinderen op een verjaardagsfeest

De meeste jarige kinderen worden op school toegezongen en mogen trakteren als de schoolreglementen dat toestaan. Ook bij volwassenen op het werk komt dat voor. 's Middags worden er kinderen thuis uitgenodigd.

### Andere landen
In Suriname worden verjaardagen deelbaar door 5 (bijv. 30, 35, 40) uitgebreider gevierd. Dat heet bigi yari.
Brazilianen eten vaak beijinhos bij verjaardagen, naast onder meer brigadeiro.

## Bekende verjaardagsliedjes

### Nederlands
- De kop van de kat is jarig
- Er is er een jarig
- Hij leve hoog
- Jarige job gaat nooit verloren
- Lang zal hij leven (in de gloria)
- O, wat zijn wij heden blij
- Twee violen en een trommel en een fluit

### Engels
- Happy birthday

### Duits
- Wie schön, dass du geboren bist

## Speciale verjaardagen
Zogenoemde kroonjaren (veelvouden van vijf) worden vaak uitgebreider gevierd of zijn aanleiding voor een feest(je). Ook de leeftijd dat men voor de wet volwassen wordt (achttien) en het bereiken van de pensioengerechtigde leeftijd viert men vaak op bijzondere wijze.
Een aantal kroonjaren is genoemd naar Bijbelse personen. Is de jarige een vrouw, dan wordt in plaats daarvan vaak de vrouw van de Bijbelse persoon genoemd:
- 50 jaar: Abraham (of Sara)
- 60 jaar: Isaak (of Rebekka)
- 70 jaar: Jacob (of Rachel)
- 80 jaar: Jozef (of Asnath)
- 90 jaar: Efraïm
- 100 jaar: Metusalem

Deze benamingen berusten niet op de leeftijd die door die personen bereikt werd. De meeste aartsvaders werden veel ouder.
De associatie tussen 50 jaar en Abraham berust op een verkeerde interpretatie van Johannes 8:57: "Gij zijt nog geen vijftig en ge hebt Abraham gezien?" De jarige wordt vaak uitgebeeld met een pop en daarbij een treffende leuze over de jarige. Ook kan een Abraham of Sara als koek geschonken worden aan de jarige.
De volgende kroonjaren zijn genoemd naar de belangrijkste zoon, kleinzoon enz. van Abraham.
Metusalem leefde veel eerder. Van hem wordt een leeftijd van 969 jaar genoemd, de oudste persoon in de Bijbel. Wanneer in Nederland iemand honderd jaar wordt, krijgt hij/zij vaak felicitaties vanuit de gemeente waar men woont. Het is de traditie dat de koning een persoonlijke brief stuurt, die door de burgemeester wordt bezorgd.

## Varia
- Mensen die op 29 februari geboren zijn, vieren dit of op 28 februari of 1 maart. Ook als men op een andere dag geboren is, wordt de verjaardag om praktische redenen weleens op een andere dag gevierd.